# غراهام مانلي
غراهام مانلي (بالإنجليزية: Graham Manley)‏ هو فنان قصص مصورة بريطاني، ولد في 6 سبتمبر 1946.